# 안계중학교
안계중학교(安溪中學校)는 대한민국 경상북도 의성군 안계면 용기리에 있는 공립 중학교이다.

## 학교 연혁
- 1946년 9월 27일 : 안계초급중학교 설립 인가(3년제 6학급)
- 1946년 10월 26일 : 초대 교장 이정섭 취임
- 1946년 11월 5일 : 개교기념식 행사
- 1948년 8월 31일 : 안계공립농업학교 (3년제 6학급, 6년제 6학급)
- 1951년 8월 23일 : 학제 변경으로 안계중학교(3년제)
- 1982년 3월 1일 : 안계중ㆍ종합고등학교 병설
- 1982년 12월 10일 : 안계중학교 구천분교 설립 인가
- 1983년 3월 1일 : 구천분교장 개교
- 2000년 11월 20일 : 다목적교실 목련관 준공
- 2002년 3월 1일 : 안계여자중학교 폐교 및 본교 통폐합, 현 위치 이전
- 2003년 3월 1일 : 구천분교장 폐교 및 본교 통폐합
- 2003년 6월 22일 : 본관동 준공
- 2004년 3월 10일 : 특별동 준공
- 2010년 3월 1일 : 경북교육청 '자율학교' 로 지정
- 2012년 3월 1일 : 경북교육청 '창의인성모델학교' 지정
- 2013년 3월 1일 : 교육부 '사교육절감형 창의경영학교' 지정
- 2014년 2월 13일 : 제 63회 졸업식 (46명, 총 19,990명)
- 2014년 3월 1일 : 제 30대 김평진 교장 취임
- 2015년 3월 2일 : 2015학년도 입학식(36명)
- 2015년 12월 30일 : 도서관 북카페 설치
- 2017년 2월 10일 : 제66회 졸업식 42명(남 14명, 여 28명) 총 20,130명
- 2017년 3월 2일 : 2017학년도 입학식(29명)
- 2018년 2월 9일 : 제67회 졸업식 34명(남 12명, 여 22명) 총 20,164명
- 2018년 3월 1일 : 제31대 김지년 교장 취임
- 2018년 3월 2일 : 2018학년도 입학식(27명)
- 2019년 2월 15일 : 제68회 졸업식 33명(남 13명, 여 20명) 총 20,197명
- 2019년 3월 4일 : 2019학년도 입학식(26명)
- 2020년 2월 14일 : 제69회 졸업식 23명(남 10명, 여 13명) 총 20,220명
- 2020년 3월 2일 : 2020학년도 입학(27명)
- 2021년 1월 12일 : 제70회 졸업식(남 11명, 여 18명) 총 20,249명
- 2021년 3월 2일 : 2021학년도 입학(23명)
- 2022년 3월 1일 : 제32대 최재규 교장 취임
- 2023년 1월 16일 : SW-AI 교육 채움 교실 준공
- 2023년 3월 1일 : 인공지능(AI) 교육 선도 학교 지정
- 2024년 1월 4일 : 제73회 졸업식 20명(남 7명, 여 13명) 졸업생 누계 20,322명
- 2024년 3월 4일 : 2024학년도 입학(20명)

## 참고 자료
- 안계중학교 - 한국교육학술정보원 학교알리미